# 恩斯特·万德斯莱布
恩斯特·万德斯莱布（Ernst Wandersleb）（1879年-1963年）， 德国光学设计家，1879年生于德国哥达镇（Gotha）。 1900年获得耶拿大学博士学位。次年受聘德国蔡司公司为保罗·儒道夫的助手。后接替保罗·儒道夫成为蔡司公司的光学设计部主任。
恩斯特·万德斯莱布本人的贡献包括和 威利·墨尔特一起：
- 于1925年，设计成功六片三组 孔径  f/2.8 的比噢天塞镜头（Biotessar）。
- 于1930年利用含稀土元素镧的光学玻璃设计出 应用广泛的 孔径 f/3.5 和 f/2.8 的 四片三组 天塞镜头(TESSAR)。

## 著作
- Über die anomale Änderung des longitudinalen Elastizitatsmoduls einiger Gläser mit der Temperatur und die Überführung des nach Erhitzungen sich ergebenden Akkommodationszustandes in einen elastischen Normalzustand mittels gewisser Schwingungen
- Abbe's Geometrical Theory of the Formation of Optical Images